# لكاج
اللِّكَاج كعكة محلاة بالعسل يصنعها اليهود خاصة بمناسبة عيد رأس السنة اليهودية، والكلمةاليديشية. اللِّكَاج هو أحد الأطعمة ذات الأهمية الرمزية التي يأكلها اليهود الأشكناز تقليديًا في رأس السنة اليهودية على أمل ضمان سنة جديدة حلوة.